# Mark Williams (futbolista)
Mark Williams es un futbolista norirlandés nacido el 28 de septiembre de 1970 en Stalybridge (Cheshire). Es un defensa con bastante llegada y buen disparo de renombre en Inglaterra e Irlanda del Norte, donde desarrolló gran parte de su carrera.

## Carrera
Williams comenzó su carrera en Newtown, y después fue traspasado a Shrewsbury Town. Después de 3 temporadas fue cedido a Chesterfield. En la temporada 1996–97, fue parte de aquel recordado equipo de Chesterfield que hizo historia trepando hasta semifinales de la FA Cup, dejando fuera a equipos de la talla de Bolton Wanderers, sin embargo jugando contra Middlesbrough pierden en semifinales por un marcador global de 6-3, donde Williams jugó en ambos partidos.
En 1999, fue su debut en la Premier League por el Watford. Sin embargo esta temporada no fue del todo buena y su equipo se ubicó en los últimos lugares con 24 puntos y Williams fue traspasado nuevamente a segunda división al Wimbledon. Se transforma en pieza clave de este club en su primera temporada donde siendo defensa logra ser uno de los máximos artilleros del equipo, hecho bastante anecdótico. Después de grandes actuaciones fue cedido nuevamente esta vez al Stoke City por al temporada 2002-03.
Después de esto probó suerte en la Major League Soccer de Estados Unidos en el equipo Columbus Crew en el 2003, jugando apenas 5 partidos, anotando en 2 ocasiones.

Actualmente se encuentra sin club, pensando probablemente en el retiro a sus 37 años, sin anunciarlo oficialmente.

## Carrera internacional
Williams jugó por su selección entre 1999-2005 ganando en 36 ocasiones, anotando en 13 ocasiones, en varios encuentros fue improvisado como un delantero más a falta de artilleros de peso y tomando en cuenta su buen momento y continuidad.
.

## Vida personal
En 2006, Williams se casó con la modelo y actriz porno Linsey Dawn McKenzie. La pareja tuvo un hijo, llamado Luca Scott Williams, nacido en mayo de 2005.